# Marko Vešović
Marko Vešović (in cirillico: Марко Вешовић?; Podgorica, 28 agosto 1991) è un calciatore montenegrino, difensore svincolato della nazionale montenegrina.

## Carriera

### Club

#### Budućnost
Cresce nel vivaio del Budućnost, squadra montenegrina, che lo fa esordire in prima squadra il 2 luglio 2009 in occasione dello spareggio di Europa League.

#### Stella Rossa
Nel luglio del 2010 si trasferisce per 220.000 euro alla Stella Rossa di Belgrado, in Serbia, collezionando nella stagione 2010-2011 in totale 29 presenze e siglando anche 2 gol, di cui il primo il 12 settembre 2010 in casa del BSK Borča. La stagione seguente gioca 30 partite e segna anche un gol.
Nel 2012-2013 sigla il suo primo gol in una competizione europea, nello spareggio di Europa League del 26 luglio 2012 contro il Naftan; con il totale delle presenze stagionali che ammonta a 33 presenze in stagione. Durante la stagione 2013-2014 colleziona 18 presenze con lo Stella Rossa nella prima parte della stagione, fino al 12 dicembre quando a 6 mesi dalla scadenza naturale del contratto che lo legava ai serbi sino a giugno 2014, decide di svincolarsi e liberarsi per poter trovare un'altra squadra.

#### Torino, Rijeka e Spezia
Il 30 gennaio 2014, dopo un mese trascorso da svincolato, si accasa al Torino, dopo un paio di giorni in prova e visionato dal tecnico Gian Piero Ventura; il trasferimento è stato ultimato il 7 febbraio. facendo il suo debutto ufficiale con i granata il 9 marzo 2014 successivo nella trasferta a Milano contro l'Inter, partita nella quale parte titolare, e dove gioca tutti i 90 minuti, partita poi persa per 1-0.
Il 7 agosto 2015, dopo aver passato una stagione ai croati del Rijeka, disputando anche diverse partite in Europa League, viene ceduto a titolo definitivo allo Spezia, firmando un contratto di 3 anni con i liguri e venendo nuovamente mandato in prestito ai croati per un anno.

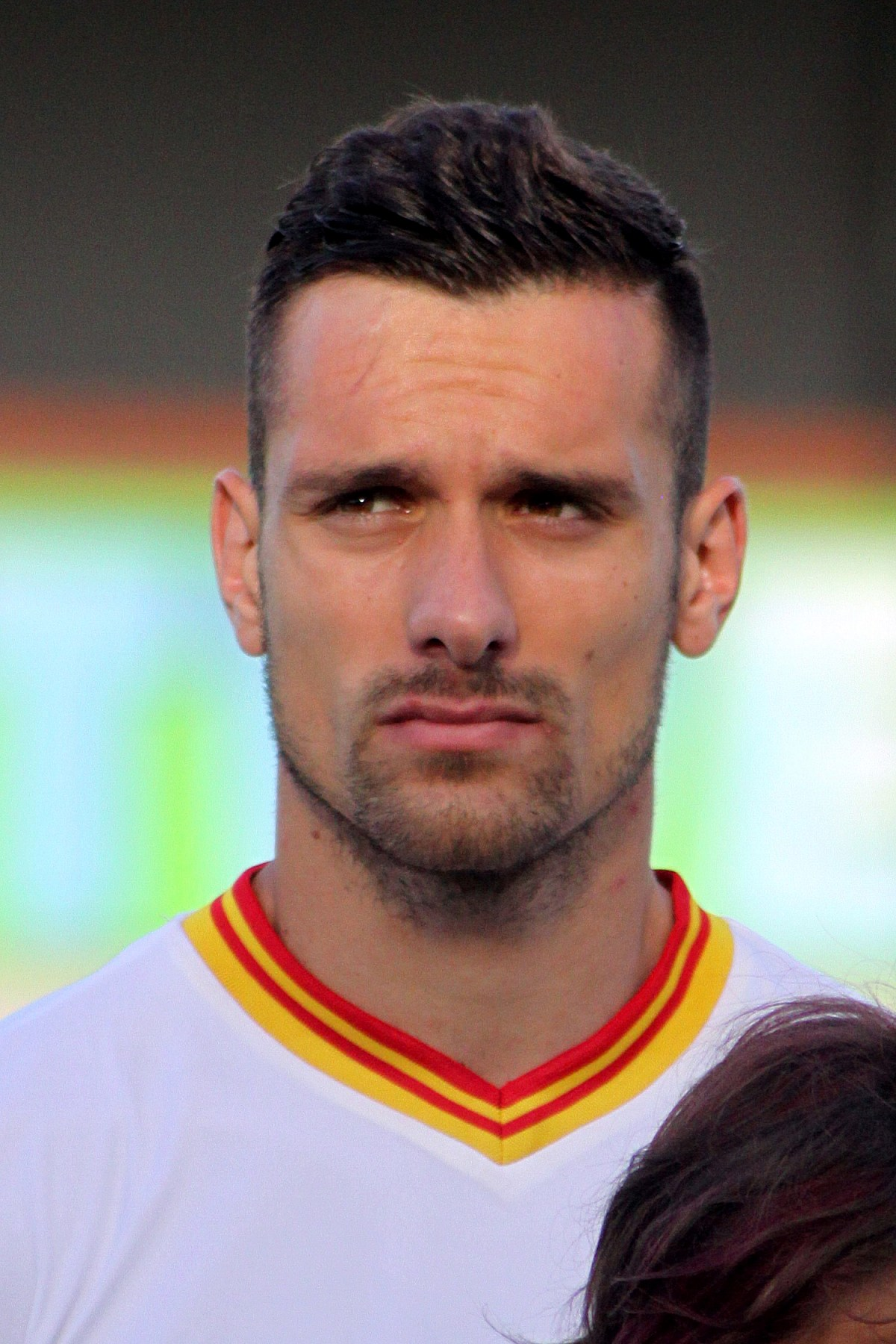

### Nazionale
Nel 2011 ha esordito con la nazionale Under-21 siglando anche un gol contro i pari età dell'Andorra Under-21.
Mentre il suo debutto con la nazionale maggiore avviene il 15 ottobre 2013, nella partita contro la Moldavia, valida per le qualificazioni ai Mondiali 2014, subentrando al minuto 77.

## Statistiche

### Presenze e reti nei club
Statistiche aggiornate al 28 agosto 2024.
| Stagione              | Squadra               | Campionato            | Campionato | Campionato | Coppe nazionali | Coppe nazionali | Coppe nazionali | Coppe continentali | Coppe continentali | Coppe continentali | Altre coppe | Altre coppe | Altre coppe | Totale | Totale |
| Stagione              | Squadra               | Comp                  | Pres       | Reti       | Comp            | Pres            | Reti            | Comp               | Pres               | Reti               | Comp        | Pres        | Reti        | Pres   | Reti   |
| --------------------- | --------------------- | --------------------- | ---------- | ---------- | --------------- | --------------- | --------------- | ------------------ | ------------------ | ------------------ | ----------- | ----------- | ----------- | ------ | ------ |
| 2008-2009             | Budućnost             | PL                    | 8          | 0          | CM              | 0               | 0               | -                  | -                  | -                  | -           | -           | -           | 8      | 0      |
| 2009-2010             | Budućnost             | PL                    | 5          | 1          | CM              | 0               | 0               | UEL                | 2                  | 0                  | -           | -           | -           | 7      | 1      |
| Totale Budućnost      | Totale Budućnost      | Totale Budućnost      | 13         | 1          |                 | 0               | 0               |                    | 2                  | 0                  |             | -           | -           | 15     | 1      |
| 2010-2011             | Stella Rossa          | SL                    | 24         | 2          | CS              | 3               | 0               | UEL                | 2                  | 0                  | -           | -           | -           | 29     | 2      |
| 2011-2012             | Stella Rossa          | SL                    | 23         | 1          | CS              | 5               | 0               | UEL                | 2                  | 0                  | -           | -           | -           | 30     | 1      |
| 2012-2013             | Stella Rossa          | SL                    | 25         | 0          | CS              | 3               | 0               | UEL                | 5                  | 1                  | -           | -           | -           | 33     | 1      |
| 2013-gen. 2014        | Stella Rossa          | SL                    | 12         | 0          | CS              | 2               | 0               | UEL                | 4                  | 0                  | -           | -           | -           | 18     | 0      |
| Totale Stella Rossa   | Totale Stella Rossa   | Totale Stella Rossa   | 84         | 3          |                 | 13              | 0               |                    | 13                 | 1                  |             | -           | -           | 110    | 4      |
| gen.-giu. 2014        | Torino                | A                     | 3          | 0          | CI              | -               | -               | -                  | -                  | -                  | -           | -           | -           | 3      | 0      |
| ago. 2014             | Torino                | A                     | 0          | 0          | CI              | 0               | 0               | UEL                | 1                  | 0                  | -           | -           | -           | 1      | 0      |
| Totale Torino         | Totale Torino         | Totale Torino         | 3          | 0          |                 | 0               | 0               |                    | 1                  | 0                  |             | -           | -           | 4      | 0      |
| ago. 2014-2015        | Rijeka                | 1. HNL                | 17         | 1          | CC              | 5               | 1               | UEL                | 4                  | 0                  | SC          | -           | -           | 26     | 2      |
| 2015-2016             | Rijeka                | 1. HNL                | 18         | 2          | CC              | 4               | 0               | UEL                | -                  | -                  | -           | -           | -           | 22     | 2      |
| 2016-2017             | Rijeka                | 1. HNL                | 33         | 6          | CC              | 5               | 0               | UEL                | 2                  | 0                  | -           | -           | -           | 40     | 6      |
| 2017-gen. 2018        | Rijeka                | 1. HNL                | 16         | 2          | CC              | 1               | 0               | UCL+UEL            | 6+6                | 0                  | -           | -           | -           | 29     | 2      |
| Totale Rijeka         | Totale Rijeka         | Totale Rijeka         | 84         | 11         |                 | 15              | 1               |                    | 18                 | 0                  |             | -           | -           | 117    | 12     |
| gen.-giu. 2018        | Legia Varsavia        | EK                    | 15         | 1          | CP              | 3               | 1               | UCL+UEL            | -                  | -                  | SP          | -           | -           | 18     | 2      |
| 2018-2019             | Legia Varsavia        | EK                    | 25         | 0          | CP              | 2               | 0               | UCL+UEL            | 4+0                | 0                  | SP          | 1           | 0           | 32     | 0      |
| 2019-2020             | Legia Varsavia        | EK                    | 22         | 1          | CP              | 1               | 0               | UEL                | 8                  | 0                  | -           | -           | -           | 31     | 1      |
| 2020-2021             | Legia Varsavia        | EK                    | 1          | 0          | CP              | 0               | 0               | UCL+UEL            | 0                  | 0                  | SP          | 0           | 0           | 1      | 0      |
| Totale Legia Varsavia | Totale Legia Varsavia | Totale Legia Varsavia | 63         | 2          |                 | 6               | 1               |                    | 12                 | 0                  |             | 1           | 0           | 82     | 3      |
| 2021-2022             | Qarabağ               | PL                    | 22         | 3          | CA              | 5               | 0               | UECL               | 12                 | 0                  | -           | -           | -           | 39     | 3      |
| 2022-2023             | Qarabağ               | PL                    | 22         | 0          | CA              | 0               | 0               | UCL+UEL+UECL       | 8+6+2              | 0+2+0              | -           | -           | -           | 38     | 2      |
| 2023-2024             | Qarabağ               | PL                    | 14         | 0          | CA              | 4               | 0               | UCL+UEL            | 2+6                | 0                  | -           | -           | -           | 26     | 0      |
| 2024-2025             | Qarabağ               | PL                    | 1          | 0          | CA              | 0               | 0               | UCL+UEL            | 4+0                | 0                  | -           | -           | -           | 5      | 0      |
| Totale Qarabağ        | Totale Qarabağ        | Totale Qarabağ        | 59         | 3          |                 | 9               | 0               |                    | 40                 | 2                  |             | -           | -           | 108    | 5      |
| Totale carriera       | Totale carriera       | Totale carriera       | 306        | 20         |                 | 43              | 2               |                    | 86                 | 3                  |             | 1           | 0           | 436    | 25     |

### Cronologia presenze e reti in nazionale
| Cronologia completa delle presenze e delle reti in nazionale ― Montenegro | Cronologia completa delle presenze e delle reti in nazionale ― Montenegro | Cronologia completa delle presenze e delle reti in nazionale ― Montenegro | Cronologia completa delle presenze e delle reti in nazionale ― Montenegro | Cronologia completa delle presenze e delle reti in nazionale ― Montenegro | Cronologia completa delle presenze e delle reti in nazionale ― Montenegro | Cronologia completa delle presenze e delle reti in nazionale ― Montenegro | Cronologia completa delle presenze e delle reti in nazionale ― Montenegro |
| Data                                                                      | Città                                                                     | In casa                                                                   | Risultato                                                                 | Ospiti                                                                    | Competizione                                                              | Reti                                                                      | Note                                                                      |
| ------------------------------------------------------------------------- | ------------------------------------------------------------------------- | ------------------------------------------------------------------------- | ------------------------------------------------------------------------- | ------------------------------------------------------------------------- | ------------------------------------------------------------------------- | ------------------------------------------------------------------------- | ------------------------------------------------------------------------- |
| 15-10-2013                                                                | Podgorica                                                                 | Montenegro                                                                | 2 – 5                                                                     | Moldavia                                                                  | Qual. Mondiali 2014                                                       | -                                                                         | 77’ 90’                                                                   |
| 17-11-2013                                                                | Lussemburgo                                                               | Lussemburgo                                                               | 1 – 4                                                                     | Montenegro                                                                | Amichevole                                                                | -                                                                         | 61’                                                                       |
| 5-3-2014                                                                  | Podgorica                                                                 | Montenegro                                                                | 1 – 0                                                                     | Ghana                                                                     | Amichevole                                                                | -                                                                         | 72’                                                                       |
| 23-5-2014                                                                 | Senec                                                                     | Slovacchia                                                                | 2 – 0                                                                     | Montenegro                                                                | Amichevole                                                                | -                                                                         | 85’                                                                       |
| 26-5-2014                                                                 | Hartberg                                                                  | Iran                                                                      | 0 – 0                                                                     | Montenegro                                                                | Amichevole                                                                | -                                                                         |                                                                           |
| 8-6-2015                                                                  | Viborg                                                                    | Danimarca                                                                 | 2 – 1                                                                     | Montenegro                                                                | Amichevole                                                                | -                                                                         | 64’                                                                       |
| 29-5-2016                                                                 | Antalya                                                                   | Turchia                                                                   | 1 – 0                                                                     | Montenegro                                                                | Amichevole                                                                | -                                                                         | 78’                                                                       |
| 4-9-2016                                                                  | Cluj-Napoca                                                               | Romania                                                                   | 1 – 1                                                                     | Montenegro                                                                | Qual. Mondiali 2018                                                       | -                                                                         | 80’                                                                       |
| 8-10-2016                                                                 | Podgorica                                                                 | Montenegro                                                                | 5 – 0                                                                     | Kazakistan                                                                | Qual. Mondiali 2018                                                       | -                                                                         |                                                                           |
| 11-10-2016                                                                | Copenaghen                                                                | Danimarca                                                                 | 0 – 1                                                                     | Montenegro                                                                | Qual. Mondiali 2018                                                       | -                                                                         | 66’ 90’                                                                   |
| 11-11-2016                                                                | Erevan                                                                    | Armenia                                                                   | 3 – 2                                                                     | Montenegro                                                                | Qual. Mondiali 2018                                                       | -                                                                         | 86’                                                                       |
| 26-3-2017                                                                 | Podgorica                                                                 | Montenegro                                                                | 1 – 2                                                                     | Polonia                                                                   | Qual. Mondiali 2018                                                       | -                                                                         | 42’                                                                       |
| 1-9-2017                                                                  | Astana                                                                    | Kazakistan                                                                | 0 – 3                                                                     | Montenegro                                                                | Qual. Mondiali 2018                                                       | 1                                                                         |                                                                           |
| 4-9-2017                                                                  | Podgorica                                                                 | Montenegro                                                                | 1 – 0                                                                     | Romania                                                                   | Qual. Mondiali 2018                                                       | -                                                                         | 55’                                                                       |
| 5-10-2017                                                                 | Podgorica                                                                 | Montenegro                                                                | 0 – 1                                                                     | Danimarca                                                                 | Qual. Mondiali 2018                                                       | -                                                                         | 72’                                                                       |
| 23-3-2018                                                                 | Nicosia                                                                   | Cipro                                                                     | 0 – 0                                                                     | Montenegro                                                                | Amichevole                                                                | -                                                                         | 81’                                                                       |
| 27-3-2018                                                                 | Podgorica                                                                 | Montenegro                                                                | 2 – 2                                                                     | Turchia                                                                   | Amichevole                                                                | -                                                                         |                                                                           |
| 28-5-2018                                                                 | Zenica                                                                    | Bosnia ed Erzegovina                                                      | 0 – 0                                                                     | Montenegro                                                                | Amichevole                                                                | -                                                                         |                                                                           |
| 2-6-2018                                                                  | Podgorica                                                                 | Montenegro                                                                | 0 – 2                                                                     | Slovenia                                                                  | Amichevole                                                                | -                                                                         | 45+1’                                                                     |
| 11-10-2018                                                                | Podgorica                                                                 | Montenegro                                                                | 0 – 2                                                                     | Serbia                                                                    | UEFA Nations League 2018-2019 - 1º turno                                  | -                                                                         |                                                                           |
| 14-10-2018                                                                | Vilnius                                                                   | Lituania                                                                  | 1 – 4                                                                     | Montenegro                                                                | UEFA Nations League 2018-2019 - 1º turno                                  | -                                                                         | 33’ 57’                                                                   |
| 16-11-2018                                                                | Belgrado                                                                  | Serbia                                                                    | 2 – 1                                                                     | Montenegro                                                                | UEFA Nations League 2018-2019 - 1º turno                                  | -                                                                         |                                                                           |
| 20-11-2018                                                                | Podgorica                                                                 | Montenegro                                                                | 0 – 1                                                                     | Romania                                                                   | UEFA Nations League 2018-2019 - 1º turno                                  | -                                                                         | 89’                                                                       |
| 22-3-2019                                                                 | Sofia                                                                     | Bulgaria                                                                  | 1 – 1                                                                     | Montenegro                                                                | Qual. Euro 2020                                                           | -                                                                         | 78’                                                                       |
| 25-3-2019                                                                 | Podgorica                                                                 | Montenegro                                                                | 1 – 5                                                                     | Inghilterra                                                               | Qual. Euro 2020                                                           | 1                                                                         | 70’                                                                       |
| 7-6-2019                                                                  | Podgorica                                                                 | Montenegro                                                                | 1 – 1                                                                     | Kosovo                                                                    | Qual. Euro 2020                                                           | -                                                                         | 50’                                                                       |
| 10-6-2019                                                                 | Olomouc                                                                   | Rep. Ceca                                                                 | 3 – 0                                                                     | Montenegro                                                                | Qual. Euro 2020                                                           | -                                                                         | 80’                                                                       |
| 10-9-2019                                                                 | Podgorica                                                                 | Montenegro                                                                | 0 – 3                                                                     | Rep. Ceca                                                                 | Qual. Euro 2020                                                           | -                                                                         |                                                                           |
| 14-11-2019                                                                | Londra                                                                    | Inghilterra                                                               | 7 – 0                                                                     | Montenegro                                                                | Qual. Euro 2020                                                           | -                                                                         |                                                                           |
| 19-11-2019                                                                | Podgorica                                                                 | Montenegro                                                                | 2 – 0                                                                     | Bielorussia                                                               | Amichevole                                                                | -                                                                         |                                                                           |
| 2-6-2021                                                                  | Sarajevo                                                                  | Bosnia ed Erzegovina                                                      | 0 – 0                                                                     | Montenegro                                                                | Amichevole                                                                | -                                                                         | 76’                                                                       |
| 5-6-2021                                                                  | Podgorica                                                                 | Montenegro                                                                | 1 – 3                                                                     | Israele                                                                   | Amichevole                                                                | -                                                                         | 82’                                                                       |
| 1-9-2021                                                                  | Istanbul                                                                  | Turchia                                                                   | 2 – 2                                                                     | Montenegro                                                                | Qual. Mondiali 2022                                                       | -                                                                         |                                                                           |
| 4-9-2021                                                                  | Eindhoven                                                                 | Paesi Bassi                                                               | 4 – 0                                                                     | Montenegro                                                                | Qual. Mondiali 2022                                                       | -                                                                         | 51’                                                                       |
| 7-9-2021                                                                  | Podgorica                                                                 | Montenegro                                                                | 0 – 0                                                                     | Lettonia                                                                  | Qual. Mondiali 2022                                                       | -                                                                         |                                                                           |
| 8-10-2021                                                                 | Gibilterra                                                                | Gibilterra                                                                | 0 – 3                                                                     | Montenegro                                                                | Qual. Mondiali 2022                                                       | -                                                                         |                                                                           |
| 11-10-2021                                                                | Oslo                                                                      | Norvegia                                                                  | 2 – 0                                                                     | Montenegro                                                                | Qual. Mondiali 2022                                                       | -                                                                         | 90+4’, 90+4’                                                              |
| 16-11-2021                                                                | Podgorica                                                                 | Montenegro                                                                | 1 – 2                                                                     | Turchia                                                                   | Qual. Mondiali 2022                                                       | -                                                                         |                                                                           |
| 28-3-2022                                                                 | Podgorica                                                                 | Montenegro                                                                | 1 – 0                                                                     | Grecia                                                                    | Amichevole                                                                | -                                                                         | 90’                                                                       |
| 4-6-2022                                                                  | Podgorica                                                                 | Montenegro                                                                | 2 – 0                                                                     | Romania                                                                   | UEFA Nations League 2022-2023 - 1º turno                                  | -                                                                         |                                                                           |
| 11-6-2022                                                                 | Podgorica                                                                 | Montenegro                                                                | 1 – 1                                                                     | Bosnia ed Erzegovina                                                      | UEFA Nations League 2022-2023 - 1º turno                                  | -                                                                         | 90+2’                                                                     |
| 14-6-2022                                                                 | Bucarest                                                                  | Romania                                                                   | 0 – 3                                                                     | Montenegro                                                                | UEFA Nations League 2022-2023 - 1º turno                                  | -                                                                         |                                                                           |
| 23-9-2022                                                                 | Zenica                                                                    | Bosnia ed Erzegovina                                                      | 1 – 0                                                                     | Montenegro                                                                | UEFA Nations League 2022-2023 - 1º turno                                  | -                                                                         |                                                                           |
| 26-9-2022                                                                 | Podgorica                                                                 | Montenegro                                                                | 0 – 2                                                                     | Finlandia                                                                 | UEFA Nations League 2022-2023 - 1º turno                                  | -                                                                         | 29’                                                                       |
| 17-11-2022                                                                | Podgorica                                                                 | Montenegro                                                                | 2 – 2                                                                     | Slovacchia                                                                | Amichevole                                                                | -                                                                         | 45+5’ 58’                                                                 |
| 24-3-2023                                                                 | Sofia                                                                     | Bulgaria                                                                  | 0 – 1                                                                     | Montenegro                                                                | Qual. Euro 2024                                                           | -                                                                         |                                                                           |
| 27-3-2023                                                                 | Podgorica                                                                 | Montenegro                                                                | 0 – 2                                                                     | Serbia                                                                    | Qual. Euro 2024                                                           | -                                                                         |                                                                           |
| 17-6-2023                                                                 | Podgorica                                                                 | Montenegro                                                                | 0 – 0                                                                     | Ungheria                                                                  | Qual. Euro 2024                                                           | -                                                                         | 15’ 72’                                                                   |
| 16-11-2023                                                                | Podgorica                                                                 | Montenegro                                                                | 2 – 0                                                                     | Lituania                                                                  | Qual. Euro 2024                                                           | -                                                                         |                                                                           |
| 19-11-2023                                                                | Budapest                                                                  | Ungheria                                                                  | 3 – 1                                                                     | Montenegro                                                                | Qual. Euro 2024                                                           | -                                                                         | 47’ 55’                                                                   |
| 21-3-2024                                                                 | Boztepe                                                                   | Montenegro                                                                | 2 – 0                                                                     | Bielorussia                                                               | Amichevole                                                                | -                                                                         |                                                                           |
| 25-3-2024                                                                 | Boztepe                                                                   | Montenegro                                                                | 1 – 0                                                                     | Macedonia del Nord                                                        | Amichevole                                                                | -                                                                         | 61’                                                                       |
| 5-6-2024                                                                  | Bruxelles                                                                 | Belgio                                                                    | 2 – 0                                                                     | Montenegro                                                                | Amichevole                                                                | -                                                                         | 70’                                                                       |
| 9-6-2024                                                                  | Podgorica                                                                 | Montenegro                                                                | 1 – 3                                                                     | Georgia                                                                   | Amichevole                                                                | -                                                                         | 59’                                                                       |
| 22-3-2025                                                                 | Nikšić                                                                    | Montenegro                                                                | 3 – 1                                                                     | Gibilterra                                                                | Qual. Mondiali 2026                                                       | -                                                                         |                                                                           |
| 25-3-2025                                                                 | Nikšić                                                                    | Montenegro                                                                | 1 – 0                                                                     | Fær Øer                                                                   | Qual. Mondiali 2026                                                       | -                                                                         | 70’ 90+4’                                                                 |
| 6-6-2025                                                                  | Plzeň                                                                     | Rep. Ceca                                                                 | 2 – 0                                                                     | Montenegro                                                                | Qual. Mondiali 2026                                                       | -                                                                         | 45+2’ 84’                                                                 |
| 9-6-2025                                                                  | Niksic                                                                    | Montenegro                                                                | 2 – 2                                                                     | Armenia                                                                   | Amichevole                                                                | -                                                                         | 63’                                                                       |
| Totale                                                                    |                                                                           | Presenze (9º posto)                                                       | 58                                                                        |                                                                           | Reti                                                                      | 2                                                                         |                                                                           |

## Palmarès

### Club

#### Competizioni nazionali
- Coppa di Serbia: 1

Stella Rossa: 2011-2012
- Campionato croato: 1

Rijeka: 2016-2017
- Coppa di Croazia: 1

Rijeka: 2016-2017
- Campionato polacco: 3

Legia Varsavia: 2017-2018, 2019-2020, 2020-2021
- Coppa di Polonia: 1

Legia Varsavia: 2017-2018
- Campionato azero: 4

Qarabağ: 2021-2022, 2022-2023, 2023-2024, 2024-2025
- Coppa d'Azerbaigian: 2

Qarabağ: 2021-2022, 2023-2024